# Vackra Sally
Vackra Sally (engelska: My Gal Sal) är en amerikansk musikalfilm från 1942 i regi av Irving Cummings. I huvudrollerna ses Rita Hayworth och Victor Mature. Filmen handlar om 1890-tals kompositören Paul Dresser och sångerskan Sally Elliot. Materialet filmen baserades på var skrivet av kompositörens bror, författaren Theodore Dreiser. Flertalet sånger i filmen är skrivna av Paul Dresser.

## Rollista i urval
- Rita Hayworth - Sally Elliott (sångröst dubbad av Nan Wynn)
- Victor Mature - Paul Dresser (sångröst dubbad av Ben Gage)
- John Sutton - Fred Haviland
- Carole Landis - Mae Collins
- James Gleason - Pat Hawley
- Phil Silvers - Wiley
- Walter Catlett - Överste Truckee
- Mona Maris - Grevinnan Mariana Rossini
- Frank Orth - McGuinness
- Stanley Andrews - Mr. Dreiser
- Margaret Moffatt - Mrs. Dreiser
- Libby Taylor - Ida, Sallys hembiträde

## Musik i filmen i urval
- "I'se your honey if you wants me, Liza Jane", skriven av Paul Dresser, framförd av Victor Mature (dubbad av Ben Gage)
- "On the gay white way", musik: Ralph Rainger, text: Leo Robin, framförd av Rita Hayworth (dubbad av Nan Wynn), Hermes Pan & kör
- "Come Tell Me What's Your Answer, Yes Or No", framförd av Rita Hayworth (dubbad av Nan Wynn)
- "Oh, The Pity of It All", musik: Ralph Rainger, text: Leo Robin, framförd av Rita Hayworth (dubbad av Nan Wynn) & Victor Mature (dubbad av Ben Gage)
- "Here you are", musik: Ralph Rainger, text: Leo Robin, framförd av Rita Hayworth (dubbad av Nan Wynn) & Victor Mature (dubbad av Ben Gage)
- "Daisy Bell", skriven av Harry Dacre, framförd av kör
- "On the Banks of the Wabash", framförd av Rita Hayworth (dubbad av Nan Wynn)
- "Me and My Fella and a Big Umbrella", musik: Ralph Rainger, text: Leo Robin, framförd av Rita Hayworth (dubbad av Nan Wynn) & kör
- "My Gal Sal", Phil Silvers, Rita Hayworth (dubbad av Nan Wynn) & Victor Mature (dubbad av Ben Gage)